# Barry Seal: A beszállító
A Barry Seal: A beszállító (eredeti cím: American Made) 2017-ben bemutatott amerikai akcióvígjáték, amelyet Doug Liman rendezett. A forgatókönyvet Gary Spinelli írta. A producerei Brian Grazer, Brian Oliver, Tyler Thompson, Doug Davison és Kim Roth. A főszerepekben Tom Cruise, Domhnall Gleeson, Sarah Wright, Jesse Plemons és Caleb Landry Jones láthatóak. A film zenéjét Daniel Pemberton szerezte.
A film gyártója a Cross Creek Pictures, az Imagine Entertainment, a Quadrant Pictures és a Vendian Entertainment, forgalmazója a Universal Pictures. Amerikában 2017. szeptember 29-én, Magyarországon pedig 2017. augusztus 31-én mutatták be a moziban.

## Szereplők
| Szereplő            | Színész                         | Magyar hang        |
| ------------------- | ------------------------------- | ------------------ |
| Barry Seal          | Tom Cruise                      | Rékasi Károly      |
| Lucy Seal           | Sarah Wright                    | Balsai Móni        |
| Monty 'Schafer'     | Domhnall Gleeson                | Zámbori Soma       |
| Jorge Ochoa         | Alejandro Edda                  | Mészáros Máté      |
| James Rangel        | Benito Martinez                 | Törköly Levente    |
| Pablo Escobar       | Mauricio Mejia                  | Papp Dániel        |
| Dana Sibota         | Jayma Mays                      | Haumann Petra      |
| Downing seriff      | Jesse Plemons                   | Fekete Zoltán      |
| Judy Downing        | Lola Kirke                      | Kis-Kovács Luca    |
| Louis Finkle        | Jed Rees                        | Papucsek Vilmos    |
| JB                  | Caleb Landry Jones              | Jéger Zsombor      |
| Oliver North        | Robert P. Farrior               | Sarádi Zsolt       |
| Craig McCall ügynök | E. Roger Mitchell               | Kardos Róbert      |
| Carlos Lehder       | Fredy Yate Escobar              | Karácsonyi Zoltán  |
| Christina           | Morgan Hinkleman                | Csikos Léda        |
| Bill Cooper         | Jayson Warner Smith             | Welker Gábor       |
| Pete                | William Mark McCullough         | Gémes Antos        |
| Idős férfi          | Leon Lamar                      | Kajtár Róbert      |
| Önmaga              | Ronald Reagan (archív felvétel) | Forgács Gábor      |
| Önmaga              | Nancy Reagan (archív felvétel)  | Menszátor Magdolna |